# Islandstorget (metropolitana di Stoccolma)
Islandstorget è una stazione della metropolitana di Stoccolma.
Si trova nel quartiere di Södra Ängby, a sua volta situato all'interno della circoscrizione di Bromma, mentre sul tracciato della linea verde T19 della rete metroviaria locale è compresa tra le fermate Blackeberg ed Ängbyplan.
Venne inaugurata il 26 ottobre 1952 così come tutte le altre fermate incluse nel tratto che va da Hötorget fino a Vällingby. Tuttavia in precedenza, nel periodo 1944-1952, era qui in funzione la ferrovia leggera Ängbybanan.
Islandstorget è separata dalla stazione di Blackeberg da un tunnel lungo 600 metri circa. Dispone di una piattaforma, la quale è raggiungibile dal viale Blackebergsvägen.
Il suo utilizzo medio quotidiano durante un normale giorno feriale è pari a 2.800 persone circa.

## Tempi di percorrenza
| Linea | Capolinea       | Tempo  | Stazione                                     | Tempo                             |
| T19   | Hässelby strand | 10 min | Åkeshov Alvik T-Centralen Gamla stan Slussen | 4 min 11 min 24 min 25 min 27 min |
| T19   | Hagsätra        | 47 min | Åkeshov Alvik T-Centralen Gamla stan Slussen | 4 min 11 min 24 min 25 min 27 min |